# Литовка (Львовская область)
Литовка (укр. Литовка) — село в Комарновской городской общине Львовского района Львовской области Украины.
Население по переписи 2001 года составляло 84 человека. Почтовый индекс — 81562. Телефонный код — 3231.